# Lycodon semicarinatus
Lycodon semicarinatus är en ormart som beskrevs av Cope 1860. Lycodon semicarinatus ingår i släktet Lycodon och familjen snokar. Inga underarter finns listade i Catalogue of Life.
Arten förekommer på Amamiöarna och Okinawaöarna i södra Japan. Den kan anpassa sig till nästan alla habitat som hittas på öarna. Födan varierar mellan groddjur, andra kräldjur, små fåglar och små däggdjur. Lycodon semicarinatus äter även ägg och ungar av havssköldpaddor. Honor lägger själv ägg.
Landskapets anpassning till människans behov är i några regioner ett hot mot artens bestånd. Några exemplar dödas av introducerade manguster. Denna orm är fortfarande vanligt förekommande. Lycodon semicarinatus listas av IUCN som livskraftig (LC).